# CrowdStrike
CrowdStrike Holdings, Inc. (NASDAQ: CRWD

) er en amerikansk it-sikkerhedsvirksomhed, der er baseret i Austin, Texas. De tilbyder cloudbaseret endpoint security, threat intelligence og cyberattack-beskyttelsesservices.
CrowdStrike blev etableret af George Kurtz (CEO), Dmitri Alperovitch og Gregg Marston i 2011.

## Globale it-nedbrud 2024
Fredag 19. juli 2024 skete der en fejl i forbindelse med en opdatering af CrowdStrike, som skabte et global it-nedbrud. Det vurderes at it-nedbrudet havde ramt 8,5 millioner enheder. Efter kun et par timer faldt virksomhedens aktie med en femtedel.